# モートン郡 (カンザス州)
座標: 北緯37度12分 西経101度48分 / 北緯37.200度 西経101.800度
モートン郡（英: Morton County 標準略語：MO）は、アメリカ合衆国カンザス州の南西部隅に位置する郡である。2010年国勢調査での人口は3,233人であり、2000年の3,496人から7.5%減少した。郡庁所在地はエルクハート市（人口2,205人）であり、同郡で人口最大の都市でもある。

## 歴史
モートン郡は、インディアナ州選出アメリカ合衆国上院議員を務めたオリヴァー・モートン（在任1867年-1877年）に因んで名付けられた。
モートン郡は近年までカンザス州では唯一、テキサス州アマリロのDesignated Market Area(Amarillo TV)に入っている郡だった。2007年初期、連邦通信委員会がモートン郡などカンザス州西部をウィチタ(Wichita TV)に移した。

## 法と政府
モートン郡はアルコールを禁じる、すなわち「ドライ」の郡だったが、1986年にカンザス州憲法が修正され、住民は2012年の投票で個人が嗜むアルコール飲料の販売を承認した。食料販売量制限は付かなかった。

## 地理
アメリカ合衆国国勢調査局に拠れば、郡域全面積は729.925平方マイル (1,890.496 km2)であり、このうち陸地は729.729平方マイル (1,889.98 km2)、水域は0.196平方マイル (0.507 km2)で水域率は0.026%である。

### 主要高規格道路
- アメリカ国道56号線
- カンザス州道27号線
- カンザス州道51号線

### 隣接する郡
- スタントン郡 - 北
- スティーブンズ郡 - 東
- テキサス郡 (オクラホマ州) - 南
- シマロン郡 (オクラホマ州) - 南西
- バカ郡（コロラド州） - 西

### 国立保護地域
- シマロン国立草原（部分）

## 人口動態

人口ピラミッド

以下は2000年の国勢調査による人口統計データである。
| 基礎データ - 人口: 3,496人 - 世帯数: 1,306 世帯 - 家族数: 961 家族 - 人口密度: 2人/km2（5人/mi2） - 住居数: 1,519軒 - 住居密度: 1軒/km2（2軒/mi2） 人種別人口構成 - 白人: 88.39% - アフリカン・アメリカン: 0.20% - ネイティブ・アメリカン: 1.14% - アジア人: 1.06% - その他の人種: 7.52% - 混血: 1.69% - ヒスパニック・ラテン系: 14.10% 年齢別人口構成 - 18歳未満: 29.3% - 18-24歳: 8.0% - 25-44歳: 27.2% - 45-64歳: 21.5% - 65歳以上: 13.9% - 年齢の中央値: 36歳 - 性比（女性100人あたり男性の人口） - 総人口: 94.9 - 18歳以上: 93.7 | 世帯と家族（対世帯数） - 18歳未満の子供がいる: 36.6% - 結婚・同居している夫婦: 64.2% - 未婚・離婚・死別女性が世帯主: 6.8% - 非家族世帯: 26.4% - 単身世帯: 24.3% - 65歳以上の老人1人暮らし: 9.2% - 平均構成人数 - 世帯: 2.63人 - 家族: 3.15人 収入と家計 - 収入の中央値 - 世帯: 37,232米ドル - 家族: 43,494米ドル - 性別 - 男性: 31,875米ドル - 女性: 19,474米ドル - 人口1人あたり収入: 17,076米ドル - 貧困線以下 - 対人口: 10.5% - 対家族数: 8.5% - 18歳未満: 14.0% - 65歳以上: 5.2% |

## 都市と町

### 法人化された都市
都市名の後の数字は2010年国勢調査での人口を示す。
- エルクハート, 2,205 - 郡庁所在地
- ローラ, 442
- リッチフィールド, 43

### その他の町
- ウィルバートン

## 郡区
モートン郡は6郡区に分けられている。どの都市も「政治的に独立」（英: governmentally independent)と見なされず、下記郡区の数字に含まれている。下表で「人口中心」は最大都市であり、特に大きな数字でなければ、郡区の人口に含まれるものである。

## 教育

### 統一教育学区
- ローラ USD 217
- エルクハート USD 218